# كاميلا كروغر
كاميلا كروغر (بالإنجليزية: Camilla Kruger) هي فارسة ‏ زيمبابوية، ولدت في 19 سبتمبر 1986 في زيمبابوي.

## وصلات خارجية
- كاميلا كروغر على موقع الاتحاد الدولي للفروسية (الإنجليزية)
- كاميلا كروغر على موقع FEI (رابط بديل) (الإنجليزية)
- كاميلا كروغر على موقع اللجنة الأولمبية الدولية (الإنجليزية)
- كاميلا كروغر على موقع أوليمبيديا (الإنجليزية)